# Тока, Салчак Калбакхорекович
Салча́к Калбак-Хоре́кович То́ка (настоящее имя Кол Тывыкы; 1901 — 1973) — тувинский советский государственный деятель и писатель. 
Фактический глава Тувы на протяжении 41 года — с 1932 года по 1973 год. Член ВКП(б) с 1929 года, учитывая членство в Народно-революционной партии Тувы в 1929—1944 годах. Председатель Союза советских писателей Тувы.

## Биография
Родился 15 декабря 1901 года в местечке Мерген (недалеко от села Сарыг-Сеп Каа-Хемского кожууна). 
В 1910—1921 годах работал батраком у Степана Михайлова. 
В 1922—1924 годах работал курьером Правительства Тувинской Народной Республики (ТНР).

### Политическая деятельность
В 1921 году принимал активное участие в поддержанном войсками РСФСР установлении независимости Тувы от оккупировавшего её территорию Китая. 
В 1924—1925 годах служил в Тувинской революционной армии. 
В 1925—1929 годах учился в Коммунистическом университете трудящихся Востока имени И. В. Сталина в Москве. 
В 1926 году принят кандидатом в члены ВКП(б) Красноармейским райкомом Москвы. 
Вернувшись домой после окончания университета в 1929 году, он стал членом партии в райбюро ВКП(б) РСТК и получил билет № 156 3003, став первым коммунистом из тувинцев.
Во 2-й половине 1929 года по указанию исполкома Коминтерна в ТНР проводились собрания классовой борьбы и чистка партии от бывших чиновников и лам ТНР, занимавших руководящие посты. 
16 октября 1929 года на заседании политбюро, где принял участие С. Тока, 16 бывших руководителей партии и правительства, в том числе бывший генеральный секретарь ЦК ТНРП М. Буян-Бадыргы, подверглись репрессиям. 
Вскоре на VIII съезде ТНРП (20 сентября — 10 ноября 1929 года) генеральным секретарем ЦК ТНРП избран И. Шагдыржап, секретарём — С. Тока. 
В 1929—1932 годах С. Тока работает 2-м секретарём, некоторое время является одновременно и министром культуры ТНР. 
На VII Великом Хурале ТНР был избран членом правительства (1930 год). В 1932—1944 годах работает 1-м секретарём ЦК Тувинской Народно-революционной партии (избран на IX съезде ТНРП). 
В конце 1930-х годов провёл в Туве политические репрессии по образцу советских, в ходе которых, в частности, были осуждены как «японские шпионы» и расстреляны премьер-министр республики Сат Чурмит-Дажы и другие руководители страны.
В 1940 году в Кызыле вышла книга «Улуг улус көөр үжүк» (Букварь для взрослых), где напечатана песня «Тока дарга» («Тока — председатель»).
Заветной мечтой генерального секретаря ЦК ТНРП было присоединение Тувы к Советскому Союзу. 
Ещё в ноябре 1939 года он публично признался: «Я сам более десяти лет работаю в ЦК ТНРП. 
В дальнейшем я хочу добиться присоединения аратского народа к народам великого Советского Союза. Пока не добьюсь этого, буду считать, что моя мечта не сбылась».
После присоединения ТНР к РСФСР и преобразования её в октябре 1944 году в Тувинскую автономную область в составе РСФСР Тока стал первым секретарём Тувинского областного комитета ВКП(б) и возглавлял партийную организацию Тувы до самой смерти.
В 1952—1971 годах — кандидат в члены ЦК КПСС (избран на XIX, ХХ, XXII, XXIII съездах КПСС). В 1971 году на XXIV съезде КПСС избран членом ЦК КПСС. 
Депутат Верховного Совета СССР 1—8 созывов с 1945 года. Депутат Верховного Совета РСФСР и Тувинского областного Совета депутатов трудящихся, с 1962 года депутат и член Президиума Верховного Совета Тувинской АССР.
30 апреля 1943 года указом Президиума Малого Хурала С. К. Тока присвоено звание генерал-лейтенанта.
С 1944 года имел воинское звание генерал-лейтенанта ВС СССР.
Похоронен в Кызыле.

### Литературная деятельность
Тока считался также основоположником тувинской советской литературы. Его рассказы начали появляться в печати в 1930-е годы, в 1938 году опубликована пьеса «Три года на посту секретаря ячейки», в 1943 году — повесть «Тос чадырда» («В берестяном чуме»). Повесть «К большому порогу», рассказ «Охота на волков» и другие произведения. Острокритично рисует феодальное прошлое, показывает революционное пробуждение народа, утверждение новых социалистических идеалов. Автобиографическая повесть Токи «Слово арата» (кн. 1, 1950), (кн. 2, 1956), (кн. 3 «Новая Тува», 1964). Документальная повесть «Чего не увидел отец — сын увидит» (1963). Член Союза писателей СССР c 1951 года.

## Семья
- Мать Токи в молодости звали Кадынай, в пожилом возрасте ей дали прозвище Тас-Баштыг. Семья имела 20—30 голов мелкого рогатого скота и 2—3 коровы. По переписи 1931 года семья, имеющая пять бодо[4] или 40—50 голов мелкого рогатого скота, считалась бедной.
- У Токи было 2 сестры: Албанчи и Кангый и 2 брата: Шомуктай и Пежендей, умерший в возрасте тринадцати лет от ветряной оспы.
- 1 жена — Анна Лифантьевна Лубошникова
- 2 жена — Александра Георгиевна Алехина.
- 3 жена — Хертек Амырбитовна Анчимаа-Тока — также была тувинским советским деятелем.

## Награды и премии
- Герой Социалистического Труда (1971)
- семь орденов Ленина
- орден Трудового Красного Знамени
- Два Ордена Республики (Тува). В 1941 году, при обмене знаков ордена Республики С. К. Токе, дважды награждённому орденом Республики образца 1936 года, вручили новые орденские знаки с номерами 1 и 2.
- Орден Труда (Тува)
- орден Трудового Красного Знамени (Монголия)
- медаль «За трудовую доблесть»
- Захоронение Салчака Тока на городском кладбище г. Кызыламедаль «За победу над Германией в Великой Отечественной войне 1941—1945 гг.»
- медаль «За доблестный труд в Великой Отечественной войне 1941—1945 гг.»
- медаль «За освоение целинных земель»
- юбилейная медаль «Двадцать лет Победы в Великой Отечественной войне 1941—1945 гг.»
- юбилейная медаль «50 лет Вооружённых Сил СССР»
- нагрудный знак «Заслуженный работник НКВД СССР» (21 июля 1943 года)
- Сталинская премия третьей степени (1950) — за повесть «Слово арата» (1950)
- Государственная премия Тувинской АССР (1974 — посмертно) — за роман-трилогию «Слово арата»

## Память
- В ряде городов Тувы Салчаку Токе установлены памятники.
- В ряде городов Тувы улицы названы именем Салчака Тока, а именно: в г. Кызыле, г. Чадане, с. Хайыракан Дзун-Хемчикского кожууна, с. Сукпак Кызылского кожууна, в сёлах Хандагайты и Солчур Овюрского кожууна, с. Кочетово Тандинского кожууна, с. Чаа-Холь Чаа-Хольского кожууна, в селах Сарыг-Булун, Эрзин Эрзинского кожууна.
- Сарыг-Сепская вторая школа носит его имя. При школе имеется музей имени С. К. Тока.
- Центральным Комитетом Коммунистической партии Российской Федерации учреждена юбилейная медаль «110 лет со дня рождения С. К. Тока»[5].